# Autostrade in Azerbaigian

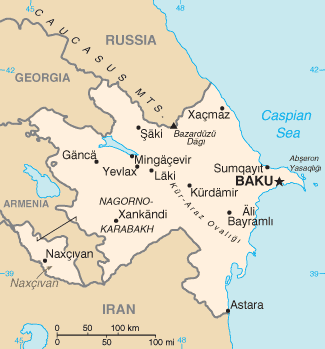
Mappa geografica dell'Azerbaigian

Le autostrade in Azerbaigian (Azərbaycan Respublikasının avtomobil yolları) coprono un totale di 59 142 km; di questi, soltanto 29 210 sono asfaltati.

## Autostrade
Le maggiori autostrade di traffico internazionale sono la Baku-Alat-Ganja-Qazax-Georgia, sorta di corridoio di confine, sezione azera del TRACECA dalla lunghezza di 503 km e il cosiddetto INSTC (corridoio internazionale di trasporto Nord-Sud) che si estende lungo il confine russo-iraniano lungo 521 km; tuttavia le autostrade sono spesso oggetto di disputa con l'Armenia per via dell'irrisolto conflitto nel Nagorno Karabakh, tanto che uno spostamento da Baku all'exlave di Naxçıvan è da effettuarsi in aereo o attraverso l'Iran.